# ロボット刑事
『ロボット刑事』（ロボットけいじ）とは1973年4月5日から同年9月27日までフジテレビ系で毎週木曜日19：00 - 19：30に全26話が放送された、東映製作の特撮テレビ番組、およびこれと同時期に『週刊少年マガジン』で連載されていた石森章太郎作の漫画。
本番組のタイトルは『ロボット刑事』だが、主題歌でタイトルと主人公名を繋げて「ロボット刑事K」と歌われているため『ロボット刑事K』と誤解される場合もある。

## 概要
捜査用ロボットK（）と人間の刑事たちのチームによる犯罪組織バドーの事件の捜査を通し、最後に敵のロボットと戦闘モードのKの戦いを描く。
フジテレビ系で初めて放送された、石森章太郎原作の特撮番組。石森はデザインといくつかのアイデアの寄与、および漫画版の執筆に留まり、実質的な原作者は東映のスタッフたちである。JAC初の単独アクション担当作品でもある。
変身ヒーローがブームだった当時としては珍しい、人間体を持たず変身もしないヒーローを主人公とする。本作品を企画した平山亨によると、「僕はひねている性分なので、あえて変身しないヒーローをつくってみた」とのことである。企画書には「変身ブームの次はロボットブーム」と記されており、前年に放送開始した『マジンガーZ』の人気も意識していたものとされ、初期案ではKが合体する巨大ロボット・ファーザーの登場も予定されていた。
また、この当時のヒーローでは珍しく必殺技として銃火器を使用するのも大きな特徴である。

### エピソード
企画時の作品タイトルは『ロボット刑事K2』。その後、主人公の名前が変更されて「ロボット刑事J（）」となり、最終的にタイトルは『ロボット刑事』に決定した。Kの愛車の名が「ジョーカー」なのは、その名残である。
当初の企画案では、巨大ロボット・ファーザーの登場をはじめとした特撮描写に重点を置くことが意図されていたが、最終企画案では等身大アクションを重視した内容に改められ、その強化策として千葉治郎演じる新條強が設定された。一方で、特撮を重視するという方向性も残り、当時の東映特撮では珍しい特撮班が編成された。
当初、あるスタッフが「Kの頭に角をつけたい」と言い出し、造型デザインを担当していた高橋章が、石森とともに猛反対した。その際、石森は「それじゃペーソスが出ない」と主張し、高橋は「さすが作家だなあ」と感服したという。
第1話の脚本はそれまでの平山亨のプロデュース作品と同様に伊上勝が担当したが、『仮面ライダーV3』や『イナズマン』などの執筆も並行していたため執筆総数は5本に留まった。
パイロット監督は『仮面ライダー』終盤から生田スタジオ作品に参加し、『仮面ライダーV3』序盤も務めた奥中惇夫が平山からの要請により担当した。奥中は、本作品に対し「変身もの」という意識はなく、『特別機動捜査隊』などと同じ本格的な刑事ドラマを撮っているという想いであったと語っている。
第19話・第20話では、前年に返還された沖縄でロケが行なわれている。これは、脚本を担当した上原正三（沖縄出身）をねぎらったものである。なお、沖縄でテレビドラマのロケを行ったのはこれが初だったという。
『テレビマガジン』誌上では、撮影で使用したカメレオマン、ナナツマン、ドクガスマンの着ぐるみが、読者に懸賞賞品としてプレゼントされた。
Kの通常時のスーツアクターを担当した中島律は、放送開始前の新聞記事で「顔の表情なしで悲しみや喜びを表現するのは難しかった」と語っており、戦闘時のスーツアクターを担当した金田治も、戦闘時の着ぐるみは動きにくいため「予想以上にやり難くてびっくりした」と語っている。

## ストーリー
ある夜、密室殺人事件が発生。それは人間にはとても不可能な状況での犯行だった。捜査する芝と新條の前に、一人の刑事が現れる。彼はロボットで自らをKと名乗り、犯人もロボットであることを告げる。事件の背後に、犯罪ロボットレンタル組織「バドー」が存在することが明らかになり、芝たちとK（人間とロボット）のチームの、バドーに対する戦いが始まった。

## 登場人物

### K
警視庁の特別科学捜査室に配属された犯罪捜査用ロボット。高度な知性と人間並みの豊かな感情を併せ持ち、非番時はマザーの忠告から人間の心を理解するためポエムも自作する。古い（慣用的な）意味でのフェミニストでもあり、バドーのアンドロイドであっても女性には手をかけない。感情の変化に伴って両眼の色も変化し、平常時は黄色、怒った時や戦闘時は赤、力の消耗時や悲しい時は青となる。
通常は黄色いハンチング帽に赤いダブルのブレザー姿（防弾機能を持つ特殊金属繊維製のトレンチコートを羽織ることもある）だが、バドーの犯罪ロボットと戦う時は「ゴー!」の掛け声とともに脱ぎ捨て、通常時の5倍の戦闘力を発揮する。右胸のロボット破壊銃が武器。第22話でバドーに対抗するために強化改造され、頭部には3門の機関砲と反射ミラー、両肩と左右腹部にミサイルが装備された。それ以降は「ブローアップ!」の声とともに両眼が銀色となって全身が赤く変化し、戦闘モードに入る。ジャンプ力は30メートル。重力・気圧調整回路を搭載しており、水深1000メートルの深海や火星の大気内でも活動可能。
動力は原子エネルギーであり、巨大要塞マザーの額や内部で両耳から補給される。目の視覚回路は世界最高性能のスペクトル分析装置が内蔵されているが、破壊された場合は交換に24時間かかる。敵に応じて内部の部品を交換でき、第8話でカミナリマンのサンダービームを逆転させる逆流コイルを内蔵したほか、第14話ではマザーから与えられた特殊な視光レンズを装着することでガンリキマンの殺人光線に対抗した。
Kの武器・装備・技
ロボット破壊銃
Kの右胸から飛び出す必殺武器。犯罪ロボットを粉砕する威力を持った速射弾を発射する。ブレザーを着用したままでの使用や連射も可能。第14話でガンリキマンを倒した高熱火炎、第16話でタイホウマンを倒したKミサイルも発射可能。
赤外線スコープ
目に搭載されたスペクトル分析装置に加え、赤外線スコープを作動させてロボットの足跡も発見できる。また、ライトや第19話で使用された望遠スコープも装備されている。第23話ではバドーのサイボーグ工作員を一目で見抜いた。
小型モニター
Kの左胸には小型モニターが装備されており、映像を映し出す。主にレーダー表示に使用され、映像を映し出したのは第2話のみ。
レーダー
Kに内蔵されているレーダー。発信機と併用し、半径1キロメートル以内の発信機を捉え、左胸の小型モニターに表示する。発信機には電波式、超音波式、Kが発する電波を反射する反射板といった種類がある。10オンス以上の金を探知可能なゴールド探知機に切り替えることも可能。第18話以降は有効範囲が半径2キロメートル以内になった。
自力回転
第9話でコシカケマンに捕らえられた際に使用した能力。自ら高速回転してコシカケマンを振りほどいた。
ジェット噴射
足からのジェット噴射で飛行する。第13話のドクガスマンとの空中戦の際、急降下蹴りの「メガトンファイト」で敵を叩き落とした。また、第21話でもバドー島のアジトから脱出する際に使用している。
メガネ
第14話のガンリキマンとの初戦で、両眼を殺人光線によって破壊されて敗退したKが、再戦時に着用したサングラス型の遮光ゴーグル。戦闘中に外れてしまい、再び両眼をやられた。『テレビマガジンヒーロー大全集』（講談社・1986年）45頁では「フィルター」、『なつかしの東映×石ノ森 ヒーロー大図鑑』では「視光レンズ」、劇中では「メガネ」と呼称される。
ジェットシャワー
手から水や消火液を出す。前者は第17話でモグルマンの泡を洗い流し、後者は第24話でバクライマンの炎を消した。
メタルソナー
耳から音波を発して金属を探知する。第15話で積荷の中を確認するために使用。
スーパー探知機
腰から取り外して使用する探知機。第17話で地中に逃げたモグルマンを追跡するために使用。
爆弾
地中に逃げたモグルマンの穴に放り込んだ、導火線式の円形の爆弾。
火炎放射
手から火炎を放射する。第18話でレイトーマンに使用。
鞭
第20話で、カラテマンのマッハチョップを打ち返す「マッハチョップ返し」のために使用。
マシンガン
右手に装着するアタッチメント。第21話のバドー島での戦闘時に使用。
頭部の機関砲
第22話のパワーアップによって装備された必殺武器。頭部から3つの砲門が飛び出し、ミサイル爆破光線や、人間の探知も可能な特殊ミサイルを発射する。
Kミサイル
パワーアップによって装備された必殺武器。両肩と左右腹部から発射する4門のミサイル。誘導装置を内蔵する。
Kロケット
右手に装着する3連の速射砲。第23話 - 第25話で使用された。「Kロケット」の呼称は第25話のみ。
ドリルカット
右手にアタッチメントドリルを装備する。第24話で使用された。
ジョーカー
Kの愛車である空陸両用の特殊パトカーで、ボディの剛性を高めるため、ガルウイング式のドアで高度な電子頭脳を搭載している。搭乗員は3名。最高走行速度は時速500キロメートル、車体下部のエアクラフトによるVTOL機能と両ウイングからのジェットエンジンでの最高飛行速度は時速800キロメートル、潜行可能水深は300メートル。遠隔操作で無人操縦もできる。捜査専用車のため非武装だが、緊急車両として活動可能であり、パトランプ、スピーカー（第15話 - ）のほか、探査レーダー、無線機、ガス探知機、爆弾も装備されている。
書籍『超人画報』では、イギリスの特撮人形劇『キャプテン・スカーレット』のパトロールカーからの影響が指摘されている。名称は撮影会時点でのKの名称だったJの名残りである。
マザー
Kが「マザー!」と叫ぶと地平線から霧とともに現れる、女神の姿をした巨大要塞。内部にはKの生みの親である霧島サオリ博士が住んでおり、Kの修理やエネルギーの補給、休養が行なわれる。第4話のラストでは、額の十字型の凹部にKが合体してエネルギーを補給するという、原作の1シーンが再現されている。最終話では底部に装備されたロケットで火星に飛行した。

### Kの協力者たち
芝 大造（）
勘と足で捜査を進める、「鬼の芝」の異名を持つ刑事生活25年のベテラン刑事。勘と足の通じない科学捜査をメインとした特別科学捜査室の室長に任命されたことを左遷と捉えており、不満に思っている。交通事故で妻を亡くして以来、機械を毛嫌いするようになり、Kに対しても「機械人形」、「鉄屑野郎」などと辛く当たっていた。しかし、何度もKに助けられ、人間に勝るとも劣らぬその優しさと正義感に触れるうちに頑なだった心が徐々に氷解、バドー壊滅を果たした後にはKに対し 「いつまでも一緒にやってくれ」 と語った。奈美と由美という二人の娘がいる。
新條 強（）
芝の後輩刑事。高い身体能力と抜群の運動神経を持ち、バドーのロボットにも勇敢に立ち向かう血気盛んな性格の熱血漢。最初は芝と共にKには不信感を抱いていたが、2話の段階でKを仲間として信頼するようになり、その後はKに冷たく当たる芝と、それによって悲しむKとの間を取り持つ。第10話から手錠付きの投げ縄で敵を捕らえるようになる。芝の娘・奈美とは恋人同士。
新條 敬太郎（）
新條の兄。かつては敏腕刑事だったが、現在は弁護士をしている。登場は第1、2話のみ。
地獄 耳平（）
情報屋で通称「地獄耳」。芝に数々の情報をもたらすが、物腰が卑しいためにあまり信用されていない。第21話まで登場。

### バドー犯罪シンジケート
さまざまな特殊能力を持ったロボットを犯罪者にレンタルし、利益を上げることを目的とする犯罪組織。のちに、それが世界征服のための資金調達であったことが判明する。ほとんどの場合、単に「バドー」と略称される。
従来の悪の組織と大きく違う点として、犯罪行為はあくまで「ビジネス」として行なわれていることが挙げられる。バドーのロボットは「殺人（犯罪）セールスマン」として犯罪を目論む者の前に現れ、人間には遂行困難な犯罪を代行する殺人契約を交わし、成功の暁には「その犯罪によって得られた利益の半分」を報酬として要求する。契約を守る依頼人に対しては極めて紳士的であり、失敗した場合のアフターサービスとして無報酬で脱獄に協力したほか、次回の犯行の軍資金を与えたこともあった。ただし、契約の反故は絶対に許されず、報酬の支払いを惜しんで背信行為に走った者は犯罪によって得た利益の全てを没収されたうえ、命で償うことになる。
バドー首領
本名・霧島ジョージ。こちらも単に「バドー」と呼ばれる場合が多い。父・霧島博士を悪人に殺された怨みから、人間への憎悪と復讐の念に凝り固まり、バドー犯罪シンジケートを結成する。犯罪ロボットを貸し出し、荒稼ぎした不法な利益をレンタル料として受け取る裏稼業を始めた。姉である霧島サオリ博士（マザー）は、弟の暴走を止めるためにKを開発し警視庁に貸与した。最終話でKに敗れたハグルマンに無理やり自爆の巻き添えにされて死亡する。原作の漫画では最期は姉と共に自爆する。
劇中で姿を見せたのは最終話でのハグルマンに襲われた時のみで、通常は渦巻く怪光と共に声のみで命令を下す程度。稀に磨りガラスから全身を映す時もあった。
バドーロボット
「○○マン」と呼称される。悪人と直接殺人契約を交わし、犯罪の代行や手伝いを行う。K同様に感情豊かである。Kに敬意を表してバドーに招聘したり、潔く敗北を認めた者、逆に往生際悪く汚名返上の機会を求める者など、性格は様々である。モチーフは機械・兵器が多い。
劇中では「バドーのロボット」と語られるのみで、正式名称はなく、2代目エンディングテーマ「進め!ロボット刑事」では「ロボットマン」と歌われ、また書籍『テレビマガジン特別編集 変身ヒーロー大全集』では、「バドーマン」とも記載している。
サイボーグ工作員
「○△号」（○はアルファベット・△は数字）という番号で識別される。普通の人間を強化改造したもので、通常の銃弾が通用しない者もいるが、バドーロボットほどは強くはない。通常の人間との外観上の相違は肌が黒いこと。白覆面をつけて活動することが多いが、通常の人間を装い潜伏活動するため変装する（肌の色を変える）こともある。ロボット処理班は破壊銃やロボット探知機を武器とする。バドー工作員は、バドーロボットの支援や契約書の取得、契約金の回収を担当する。バドーが「殺人（犯罪）セールスマン」の範疇に収まらない、大々的な破壊工作や脅迫を実行した後半のエピソードにおいては、出番が多くなっている。

## スタッフ
- 原作：石森章太郎
- 企画：平山亨・斎藤侑（東映）、別所孝治（フジテレビ）
- 脚本：伊上勝、中山昌一[注釈 12]、上原正三
- 監督：奥中惇夫、折田至、内田一作
- 音楽：菊池俊輔
- 撮影：篠原征夫、原秀夫（プロダクション・ショット）
- 照明：高橋洋一、安藤真之助
- 美術：山口熙（エキス・プロダクション）
- 仕上制作：映広音響
- 録音：太田克己、成田茂（整音スタジオ）
- 編集：菅野順吉、武中昭世、名久井司
- 効果：協立効果
- 記録：紀志一子、増田美代子、西村達子
- 助監督：平山公夫、梅田味伸、高橋正治、長石多可男、萩谷泰夫
- 進行主任：大里俊博、大竹明男
- 技闘：風間健、三角修、J.A.C
- スタント・カー：幡山忠雄
- 特撮：内田一作、星野行彦、堀江毅、古市勝嗣、安藤真之助、佐藤浩、平鍋功、木村公明、曽根田竹司、江田徳、秋田富士夫
- 制作担当：伊藤暉雄
- 衣装：東京衣装
- 現像：東映化学
- 協力：東京映像企画、日本娯楽機KK
- 制作：フジテレビ、東映

## キャスト
芝大造役の高品格は、『彦左と一心太助』以来高品のファンとなったプロデューサーの平山亨が悪役の多かった高品に違う役を演じさせたいと考えたことから起用された。
- 新條強：千葉治郎
- 芝大造：高品格
- 芝奈美：紅景子
- 芝由美：加賀由美子
- 地獄耳平：三上左京（-第21話）
- 霧島サオリ：君夕子（第22話・第23話・第26話）

### 声の出演
当時の特撮作品の出演声優は、テアトル・エコー、もしくは東京俳優生活協同組合に所属している場合が多いが、本作品ではアニメでの実績が多い青二プロダクションが担当している。また、オープニングでクレジットされているゲスト声優名が、第19、20話を除いた全話で誤表記されていた。中には永井一郎（第2話）やはせさん治（第7話）のように、実際には本編に出演していない声優もクレジットされている。
- ロボット刑事K：仲村秀生
- バドーの声：川久保潔
- ナレーター：野田圭一

### ゲスト
- 黒田行夫：吉原正皓（第1話・第2話）
- 伊達：伊吹聰太朗（第1話・第2話）
- 新條敬太郎：千葉真一（第1話・第2話）
- 門井：弘松三郎（第3話）
- 久保社長：早川雄三（第4話）
- 鴨野牛松：上田忠好（第5話・第6話）
- 青木：三上剛（第5話・第6話）
- 林常務：江見俊太郎（第7話）
- 秋月みね子：城山順子（第8話）
- 秋月一郎：松坂雅治（第8話）
- 秋月二郎：佐藤仁哉（第8話）
- 葉山博士：田畑孝（第9話・第10話）
- 交通整理のおじさん：増岡弘（第9話）
- イサム：青沼一彦（第11話）
- 赤松社長：福山象三（第15話・第16話）
- リン：錦英（第19話・第20話）
- 比留間：藤沢陽二郎（第19話）
- ヘンリー（「ゼロ」首領）：ユスフ・オスマン（第20話）
- バドーサイボーグ兵 09：岩崎信忠（第21話）
- バドー戦闘工作員 X3：黒部進（第23話）
- バドー戦闘工作員 N5：山口暁（第24話）
- ガードマンの息子：川口英樹（第24話）
- バドー戦闘工作員 Y8：日高吾郎（第25話）
- 三倉医師：宗近晴見（第25話）
- 青井刑事：成川哲夫（第25話）
- 霧島ジョージ：富川澈夫（第26話）

### スーツアクター
- ロボット刑事・K（通常時）：中島律[14][21]、金田治[21]
- ロボット刑事・K（戦闘時）：金田治[14][21]、山岡淳二[21]
- バドーロボット：山岡淳二[22][2]、春田純一[23]ほか
- ヒコーマン[24]：大葉健二

## 主題歌 / 挿入歌
オープニングテーマ「ロボット刑事」
作詞：八手三郎 / 作曲・編曲：菊池俊輔 / 歌：水木一郎
第18、23、24話では挿入歌として使用された。
エンディングテーマ
「ロボット刑事」（第1 - 4話）
作詞：八手三郎 / 作曲・編曲：菊池俊輔 / 歌：水木一郎
オープニングテーマ「ロボット刑事」の3コーラス目がイントロ抜きで使用された。
「進め! ロボット刑事」（第5 - 26話）
作詞：石森章太郎 / 作曲・編曲：菊池俊輔 / 歌：水木一郎
ブローアップのKは最終回間近に登場したこともあり、オープニング・エンディングに登場することはなかった。

挿入歌
「ケイは生まれた」
作詞：石森章太郎 / 作曲・編曲：菊池俊輔 / 歌：水木一郎
「やって来たロボット刑事」
作詞：八手三郎 / 作曲・編曲：菊池俊輔 / 歌：水木一郎
※2曲とも劇中使用はインストルメンタル版のみ。

## 放送リスト
- 参考宇宙船SPECIAL 1998, p. 73
- 登場ロボットの担当声優名は『変身ヒーロー大全集』（講談社・1995年）に準拠[25]。

| 放送日        | 話数 | サブタイトル                             | 登場ロボット                                                      | 脚本     | 監督     |
| ------------- | ---- | ---------------------------------------- | ----------------------------------------------------------------- | -------- | -------- |
| 1973年 4月5日 | 1    | バドーの殺人セールスマン                 | - ワッカマン（声：八奈見乗児）                                    | 伊上勝   | 奥中惇夫 |
| 4月12日       | 2    | 目撃者はゼロ                             | - ワッカマン - テナガマン（声：水鳥鉄夫）                         | 伊上勝   | 奥中惇夫 |
| 4月19日       | 3    | 時計発狂事件                             | - ジリキマン（声：塩見竜介）                                      | 中山昌一 | 折田至   |
| 4月26日       | 4    | 壁に消えた殺人者                         | - カメレオマン（声：高田竜二）                                    | 中山昌一 | 折田至   |
| 5月3日        | 5    | 二重犯人の謎                             | - ナナツマン （声：矢田耕司） - コワシマン （声：肝付兼太）       | 上原正三 | 奥中惇夫 |
| 5月10日       | 6    | 恐怖の死刑マシン!!                       | - コワシマン                                                      | 上原正三 | 奥中惇夫 |
| 5月17日       | 7    | 頭上の恐怖!!                             | - ヒコーマン （声：大竹宏）                                       | 中山昌一 | 内田一作 |
| 5月24日       | 8    | 雷が殺した?!                             | - カミナリマン（声：兼本新吾）                                    | 中山昌一 | 内田一作 |
| 5月31日       | 9    | 電気椅子スパイ!!                         | - コシカケマン （声：細井重之） - ハリサスマン（声：加茂嘉久）    | 上原正三 | 折田至   |
| 6月7日        | 10   | バドーのみな殺し作戦!!                   | - ハリサスマン                                                    | 上原正三 | 折田至   |
| 6月14日       | 11   | バドー基地の秘密!!                       | - ロッカーマン （声：北川国彦） - スプリングマン （声：矢田耕司） | 伊上勝   | 奥中惇夫 |
| 6月21日       | 12   | マザーが狙われる！                       | - スプリングマン                                                  | 伊上勝   | 奥中惇夫 |
| 6月28日       | 13   | 悪魔の煙に気をつけろ！                   | - ドクガスマン（声：八奈見乗児）                                  | 中山昌一 | 内田一作 |
| 7月5日        | 14   | 光る眼の恐怖!!                           | - ガンリキマン（声：水鳥鉄夫）                                    | 中山昌一 | 内田一作 |
| 7月12日       | 15   | 標的は原子番号79?!                       | - ノコギリマン （声：矢田稔） - タイホウマン （声：兼本新吾）     | 上原正三 | 折田至   |
| 7月19日       | 16   | バドーから奪え!!                         | - タイホウマン                                                    | 上原正三 | 折田至   |
| 7月26日       | 17   | 魔の泡に消されるな?!                     | - モグルマン （声：峰恵研）                                       | 中山昌一 | 奥中惇夫 |
| 8月2日        | 18   | バドーの冷凍作戦!!                       | - レイトーマン （声：大竹宏）                                     | 中山昌一 | 奥中惇夫 |
| 8月9日        | 19   | 沖縄の海に謎を追え!!                     | - ギョライマン （声：北川国彦） - カラテマン （声：肝付兼太）     | 上原正三 | 折田至   |
| 8月16日       | 20   | 水爆飛行船 東京へ！                      | - カラテマン                                                      | 上原正三 | 折田至   |
| 8月23日       | 21   | 恐怖デンネツマン マザー爆沈!!            | - デンネツマン（声：立壁和也）                                    | 中山昌一 | 内田一作 |
| 8月30日       | 22   | 恐悪ミサイルマン バドーの正体!!          | - ミサイルマン（声：納谷六朗）                                    | 中山昌一 | 内田一作 |
| 9月6日        | 23   | センスイマン 水中の恐怖!!                | - センスイマン（声：沢りつお）                                    | 中山昌一 | 奥中惇夫 |
| 9月13日       | 24   | バクライマン 焦熱作戦!!                  | - バクライマン （声：加藤修）                                     | 中山昌一 | 奥中惇夫 |
| 9月20日       | 25   | 兇悪ガトリングマンのバドービールス作戦!! | - ガトリングマン （声：八奈見乗児）                               | 中山昌一 | 内田一作 |
| 9月27日       | 26   | バドー火星に死す!!                       | - ハグルマン （声：矢田耕司）                                     | 伊上勝   | 内田一作 |

## 放送局
- フジテレビ（制作局）：木曜 19:00 - 19:30
- 北海道文化放送：木曜 19:00 - 19:30[28]
- 青森放送：火曜 17:55 - 18:25[29]
- 岩手放送：日曜 10:30 - 11:00（1973年10月14日 - 1974年4月7日放送）[30]
- 秋田テレビ：木曜 19:00 - 19:30[31]
- 山形テレビ：木曜 19:00 - 19:30（時差ネット・4月12日開始）[32]
- 仙台放送：木曜 19:00 - 19:30[33]
- 新潟総合テレビ：金曜 17:20 - 17:50（1973年10月時点、遅れネット）[34]
- 長野放送：木曜 19:00 - 19:30[35]
- テレビ山梨：日曜 18:00 - 18:30（1973年10月時点、遅れネット）[36]
- テレビ静岡：木曜 19:00 - 19:30[37]
- 東海テレビ：木曜 19:00 - 19:30[38]
- 富山テレビ：木曜 19:00 - 19:30[39]
- 石川テレビ：木曜 19:00 - 19:30[39]
- 福井テレビ：木曜 19:00 - 19:30[39]
- 関西テレビ：木曜 19:00 - 19:30
- 山陰中央テレビ：木曜 19:00 - 19:30[40]
- テレビ岡山：金曜 18:00 - 18:30[41]
- 広島テレビ：木曜 19:00 - 19:30[41]
- テレビ高知：月曜 16:30 - 17:00（1973年10月時点、遅れネット）[42]
- テレビ西日本：木曜 19:00 - 19:30[43]
- サガテレビ：木曜 19:00 - 19:30[43]
- テレビ長崎：木曜 19:00 - 19:30[44]
- テレビ熊本：火曜 17:30 - 18:00（1974年11月時点、1年以上遅れ）[45]
- 鹿児島テレビ：金曜 18:00 - 18:30[46]
- 沖縄テレビ：木曜 19:00 - 19:30[47]

## 劇場版
ロボット刑事（1973年7月18日公開）
構成：奥中惇夫
第1 - 9・11・12話の再編集版。ナレーションは新録。
東映まんがまつりの一編として上映。
テレビシリーズのDVDには収録されなかったが、2007年12月7日に発売された「東映特撮ヒーロー THE MOVIE BOX」や、2009年10月21日に発売された「東映特撮ヒーロー THE MOVIE Vol.2」および、2011年10月21日に発売された「復刻! 東映まんがまつり 1973年夏」に収録されている。
2008年3月24日に『とことん! 石ノ森章太郎　第二夜』（BS2）で放送された。

## コミカライズ版
- テレビマガジン （土山芳樹） 1973年5月号 - 10月号[49]
- おともだち（細井雄二、山田五郎） 1973年5月号 - 10月号[49]
- たのしい幼稚園（細井雄二） 1973年4月号 - 6月号[49][注釈 17]
- 別冊たのしい幼稚園（細井雄二、山田ゴロ） 1973年4月号 - 8月号[49]
- テレビランド （細井雄二） 1973年6月号 - 10月号[49]

上記作品の他、2014年1月に清水栄一と下口智裕によるリメイク漫画が同年秋に少年チャンピオンで掲載予定であることが、YouTubeの東映特撮YouTube Official内の特報動画にて発表されたが、その後の続報は無い。

## 映像ソフト化
すべて東映ビデオより発売。
- ビデオ（VHS、セル・レンタル共通）は傑作選として、3巻・8話分を収録したものがリリースされている。
- 1996年8月9日から11月21日にかけてLD-BOXが発売された。全2巻で1巻は4枚組・14話、2巻は3枚組・12話収録。
- 2003年11月21日から2004年2月21日にかけてDVDが発売された。全2巻の各2枚組で各巻13話収録。
- 2008年7月21日発売の「石ノ森章太郎 生誕70周年 DVD-BOX」に第1話が収録されている。

## ネット配信
- 2012年4月9日から7月8日まで、YouTubeの「東映特撮 YouTube Official」にて全26話が配信されたほか、2014年5月12日から8月10日まで再配信が行われた。

## 漫画
『週刊少年マガジン』1973年1号から、テレビ版第1話の放送に約3か月先行して連載開始、同年41号まで掲載された。『仮面ライダー』や『人造人間キカイダー』同様、テレビ版とのタイアップ漫画であり、テレビ版の放映終了に合わせて漫画も終了した。
本作品について石ノ森は表情が動かない仮面ヒーローであることを逆手に取ったとし、『キカイダー』と同じく機械が人間に近づこうとすることで人間の不完全さや愚かさを浮かび上がらせることをテーマとしている。テレビ版の路線変更や主役交代を受けて当初のテーマを貫徹できなかった『ライダー』や『キカイダー』と違い、作品のテーマは一貫している。

### テレビドラマとの違い
- ストーリー自体は別物。
- Kは戦闘時に服を脱ぐことはほとんどない。ただし、海中で戦うシーンが二度ほどあり、その際は服を脱いで戦闘した。ブローアップに相当する機能は元々備えていたが、終盤に機械らしく生きることを決意するまではあえて封印していた。
- 敵の組織名は「R.R.K.K.（ロボットレンタル株式会社）」。
- 霧島姉弟の名は玲子と竜治。
- Kには霧島玲子の母親の脳細胞から増殖させた人造脳が組み込まれており、ロボットではなく、ハカイダーを彷彿させる一種のサイボーグである。玲子はKについて、自分の手元には「アシモフの三原則を組み込んで…にんげんとおなじ頭脳をそなえたロボットの設計図しかのこっていなかった」と語っていた。

### 登場人物
テレビドラマとの相違を中心に記す。
K
玲子によって造られた。テレビ版と異なり、かなり孤独である。唯一自分を差別しない香織に恋心を抱く。戦闘中でもコートを脱がず、主に光線銃によってロボットと戦うが、最終決戦ではテレビ版同様に全身の武装を展開。人間のように振る舞うのではなく、何よりも憧れた人間の心が生み出す悪と戦うため、機械らしく機械の誇りを持って生きることを誓う。
芝刑事
当初はKに強く反発していたが、上司の薦めと娘たちの口添えでKを自宅に下宿させる。KとR.R.K.K.との関係に疑惑を抱き口では冷たいことを言うが、次第に心を開いていき、警察関係者の中ではKを一番気にかけるようになる。一方、Kに感謝される度、お前をロボットとして扱っているだけだと怒り散らす。
新条 強
刑事。芝刑事の長女、奈美の恋人。テレビ版と異なり、Kに対してさほど寛大ではない。
新條強の兄
当初は刑事だったが、Kが捜査に失敗した事件をきっかけに刑事を辞め、親友の弁護士と組んで私立探偵となった。
芝 奈美
芝刑事の長女。ロボットであるKにも優しく接している。強とは恋愛関係にあり、芝刑事からも早く結婚するように言われる。
芝 由美
芝刑事の次女。Kに好意的に接するが、Kが奈美に恋心らしき様子を見せた際にはKが人間ではないことを指摘してKを傷つけてしまう。
結城 香織（ゆうき かおり）
漫画版のみに登場。Kと偶然に知り合った盲目の少女。目が見えないため、Kを外見で差別せず友達になる。父親がR.R.K.K.とつながりがあると知り苦しむ。声によってKですら気付かなかった父親と霧島竜治との関係に気づく。
結城
漫画版のみに登場。香織の父。自万党の関係者で、自万党の情報を知っている人物の家族の殺害をR.R.K.K.に依頼する。香織に問い詰められて改心を約束するが、その後意外な事実が明かされる。
霧島 玲子（）
Kを造ったマザーの操縦者。両親が遺した設計図を元にKを組み立てた。両親の死後、極度の人間不信に陥っていた。最後はマザーに乗り、竜治が乗るロボットとともに自爆。
霧島 竜治（）
玲子の弟。R.R.K.K.の首領。新条の調査で、二十数年前に霧島夫妻の息子として生まれた事実が明らかになるが、この設定には娘である香織との関係に矛盾が存在する。本人の台詞によると香織とは18歳違いの親子であるため、劇中の終盤では30代となる。
姉が日本軍の拷問で顔に再生不能の大火傷を受けたと聞かされたため、社会を恨んでR.R.K.K.を興すが、実際にはその火傷は幼児時代の彼が誤って引き起こした事故が原因だったことをラストシーンで姉に告白され、それにより玲子と共に自爆する（ハグルマンの道連れにされた特撮版と異なり同意の上での自爆）。
霧島夫妻
ロボット工学の権威だったが、太平洋戦争時に日本軍に協力するのを拒んだため、半死半生となった後、二十数年前に行方不明になったとされる。玲子は「死んだ」と語っている。

### 単行本
- 講談社（講談社コミックス）全3巻[52]
  1. 1973年7月20日発行
  2. 1974年7月20日発行
  3. 1974年10月20日発行
- 『愛蔵版ロボット刑事』中央公論社 全1巻
  1. 1990年11月発行 ISBN 978-4120019784
- 中央公論新社（中公文庫コミック版）全2巻
  1. 1995年10月発行 ISBN 978-4122024595
  2. 1995年10月発行 ISBN 978-4122024601
- 大都社（STコミックス）全2巻
  1. 1999年1月発行 ISBN 978-4886531186
  2. 1999年2月発行 ISBN 978-4886531193
- 復刊ドットコム（石ノ森変身ヒーロー[完全版]シリーズ）全3巻
  1. 2016年2月20日発行 ISBN 978-4835453057
  2. 2016年4月23日発行 ISBN 978-4835453064
  3. 2016年6月23日発行 ISBN 978-4835453071

## 関連作品
- KIKAIDER00 - 平行世界のKが登場する。